# أهزوجة
الأهزوجة هي نوع من الأناشيد الشعبية الغنائية، ولا يصاحبها أي نوع من الآلات الموسيقية. فهي تعتمد في إلقائها على المد الطويل للكلمات مع إصدار الصوت الواضح الدال على هذا التمديد.
كما يتم إلقاء الأهزوجة بحسب عادات وتقاليد شعوب منطقة الشرق الأوسط، وبحسب لهجاتهم المحلية الخاصة بهم. وقد نجد اختلافات واضحة بين أهازيج بلاد الشام.
والغرض العام الذي يتأتى من الأهازيج هو إثارة الحماس أو تعبيراً عن الفرح الغامر في الأعراس. اهازيج موضوعاتها حماسية في المناسبات والافراح.
وترافق الأهازيج دائماً زغرودات، حيث لا غنى عن الزغرودة في أي مكان يتم فيه إلقاء أهزوجة.
كذلك ان لها عدة أسماء، مثلا : في العراق تسمى (الهوسة) وخصوصا في الجنوب منه وهي خاصة للرجال حيث لا تشترك بها النساء وتستعمل في الأفراح وحفلات التأبين أيضاً.
ألأهازيج منتشرة بشكل واسع في العراق و الأهواز وتسمى في لهجتهم الهوسة، وهي نوع من الأهزوجة الشعبية الرائجة في هذه البلاد.
للأهزوجة مكانة خاصة عند الأهوازي، و يستخدمها في السلم والحرب،و هي من أهم أنواع الشعر الحماسي عندهم.
الأهوازيون يستخدمونها في للحروب لتحفيز الجنود و تشجيعهم للحرب و في الأفراح يستخدمونها للرقص و الفرح، في هذا النوع من الأهزوجة الأهوازي يضرب الرجل بقوة على الأرض و يردد أهزوجة حماسية و يدور في دائرة منظمة و يقفز و يكرر الأهزوجة بين جمع كثير من الشباب و الرجال.